# Huis van Afgevaardigden van Wyoming

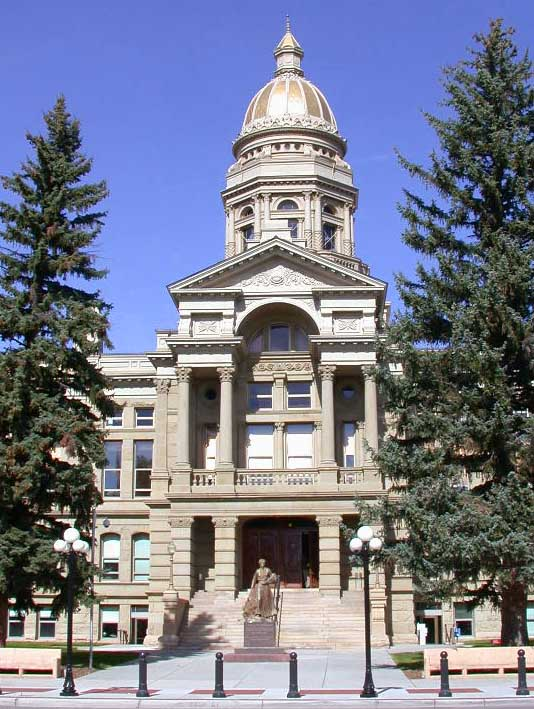
Vooraanzicht van het Capitool van Wyoming in Cheyenne waar kamer en senaat huizen.

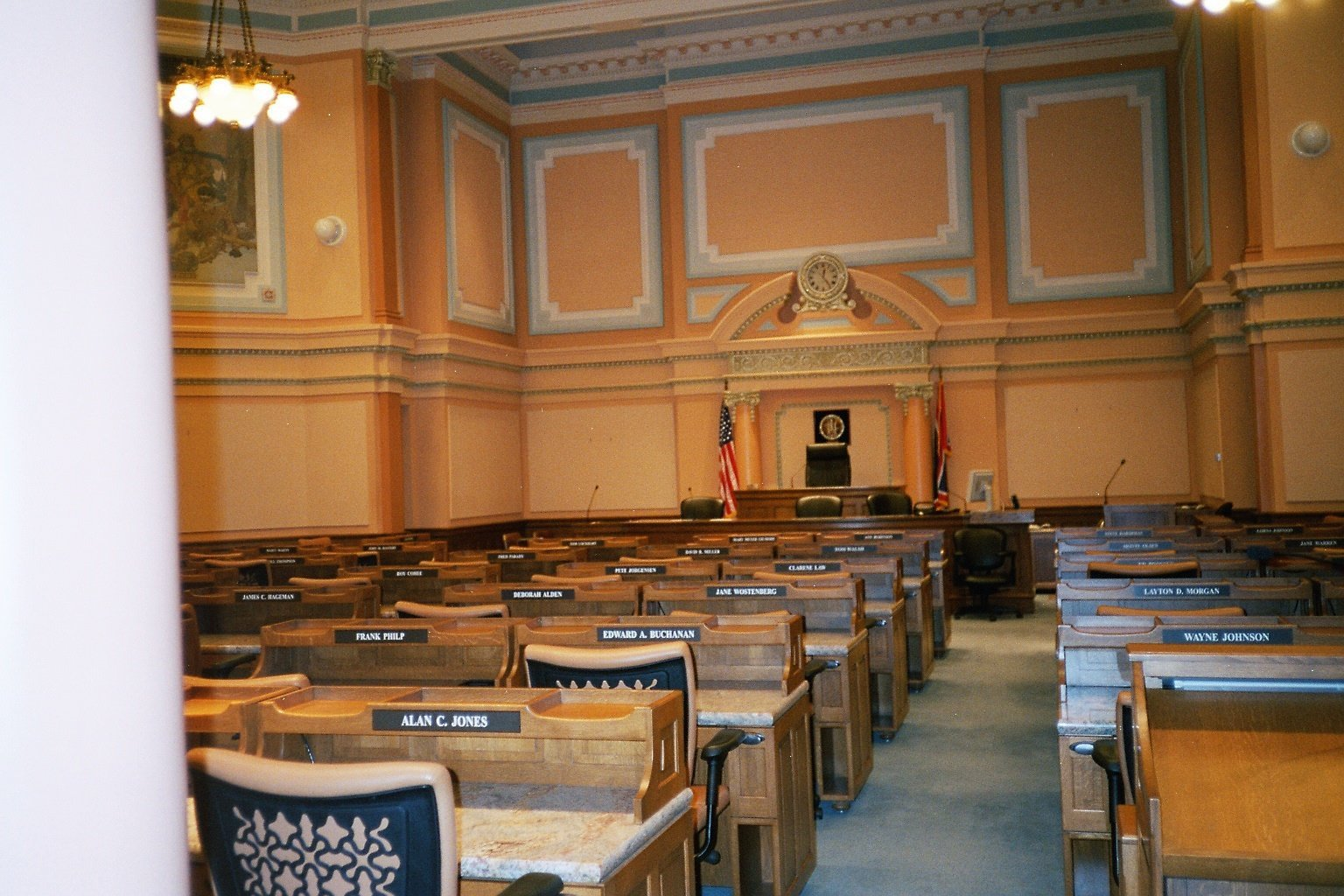
Huis van Afgevaardigden van Wyoming in het Capitool

Het Huis van Afgevaardigden van Wyoming (Engels: Wyoming House of Representatives) is het lagerhuis van de Wyoming State Legislature, de wetgevende macht van de Amerikaanse staat Wyoming. Het Assembly komt samen in het Capitool van Wyoming in Cheyenne.
Het Assembly telt 60 leden die elk ongeveer hetzelfde aantal inwoners vertegenwoordigen. Ieder kiesdistrict bestaat  uit minstens 9.000 inwoners. Bij de start van de 65ste legislatuur begin 2019 zetelen er 50 Republikeinen, 9 Democraten en 1 onafhankelijke in het Huis van Afgevaardigden. Van 1994 tot 2004 konden vertegenwoordigers in het Huis hooguit zes termijnen van twee jaar zetelen, dus maximum twaalf jaar. Deze limiet op het aantal termijnen dat een politicus kon zetelen, werd in 2004 afgeschaft.

## Samenstelling van het Huis
Het aantal afgevaardigden is geleidelijk gegroeid. Bij de verkiezingen voor de eerste legislatuur in 1890 werden 33 afgevaardigden verkozen, dit steeg tot 1983 toen in het huis 64 leden zetelden. In 1993 zakte dit terug tot zestig leden, een aantal dat sindsdien stabiel bleef.
Het Huis van Afgevaardigden van de staat Wyoming is sinds de eerste legislatuur bijna ononderbroken samengesteld met een Republikeinse meerderheid.  De enige uitzonderingen hierop waren de tweede legislatuur (1893-1894), de periode van 1933 tot 1938, de 22ste, 23ste en 24ste legislatuur, waar de Democraten een meerderheid hadden, de 26ste en 30e legislatuur (1941-1942 en 1949-1950) toen beide partijen evenveel zetels innamen en de  35ste en 38ste legislatuur (1959-1960 en 1965-1966) waar de Democraten een meerderheid hadden.
| Affiliatie                                | Partij     | Partij          | Partij        | Totaal |        |
| ----------------------------------------- | ---------- | --------------- | ------------- | ------ | ------ |
| Affiliatie                                |            |                 |               | Totaal |        |
| Affiliatie                                | Democraten | Onafhankelijken | Republikeinen | Totaal | Vacant |
| Einde van de 59ste legislatuur(2007-2008) | 17         | 0               | 43            | 60     | 0      |
| Einde van de 60ste legislatuur(2009-2010) | 19         | 0               | 41            | 60     | 0      |
| Einde van de 61ste legislatuur(2011-2012) | 10         | 0               | 50            | 60     | 0      |
| Einde van de 62ste legislatuur(2013-2014) | 8          | 0               | 52            | 60     | 0      |
| Einde van de 63ste legislatuur(2015-2016) | 9          | 0               | 51            | 60     | 0      |
| Einde van de 64ste legislatuur(2017-2018) | 9          | 0               | 51            | 60     | 0      |
| Begin van de 65ste legislatuur(2019-2020) | 9          | 1               | 50            | 60     | 0      |
| Latest voting share                       | 15,0%      | 1,7%            | 83,3%         |        |        |